# Rachel Skarsten
Rachel Skarsten (née le 23 avril 1985 à Toronto) est une actrice canadienne, connue pour avoir tenu le rôle de Dinah Lance dans  Les Anges de la nuit et celui de Tamsin dans la série fantastique canadienne Lost Girl. Elle joue également le rôle de la reine Élisabeth Ire d'Angleterre dans la série Reign.

## Biographie
Rachel Skarsten naît à Toronto d'une mère canadienne et d’un père norvégien. Son père meurt d'un cancer du pancréas alors qu'elle est âgée de 9 ans. Elle a un frère cadet, prénommé Jon. Elle fréquente l'Académie royale de danse pendant douze ans, puis elle entre à la Claude Watson School. Là, elle se spécialise dans les arts visuels et le violoncelle.
Après avoir été découverte par un agent à un mémorial pour son père, elle obtient des rôles divers dans des séries telles que Little Men (Les Enfants de Plumfield (en) avant d'obtenir un des rôles principaux dans la série télévisée Les Anges de la nuit.
Elle quitte ensuite Los Angeles et retourne au Canada où elle obtient un double diplôme en littérature anglaise et en études classiques à la prestigieuse Université du Queens à Kingston, en Ontario.
À la suite de cela, elle joue dans Flashpoint et The Listener, puis dans des films indépendants comme Servitude et Two Hands to Mouth (en). En 2013, elle obtient le rôle de Tamsin dans la série Lost Girl. Elle rejoint par la suite la série Reign dans laquelle elle interprète Élisabeth Ire d'Angleterre. En 2019, elle est choisie pour jouer le rôle d'Alice dans la série Batwomande la chaîne américaine The CW.

## Filmographie partielle

### Cinéma
- 2002 : Virginia's Run (La Légende de Stormy) (en)
- 2003 : Fear of the Dark de K.C. Bascombe
- 2007 : Jack Brooks : Monster Slayer de Jon Knautz
- 2007 : American Pie : Campus en folie : Sharon
- 2010 : Made the Movie
- 2011 : Servitude
- 2012 : Je te promets de Michael Sucsy : Rose
- 2012 : Two Hands to Mouth (en) de Michael DeCarlo : Leah Whitefield
- 2015 : Cinquante nuances de Grey de Sam Taylor-Wood : Andrea

### Télévision

#### Séries télévisées
- 1998 : Jett Jackson, épisode La Partie de pêche : Mickey Twitty
- 1998 - 1999 : Little Men (Les Enfants de Plumfield (en), saison 1 : Elizabeth 'Bess' Laurence
- 2000 : Destins croisés, épisode  Père et impairs : Julie Adams (jeune)
- 2002 - 2003 : Les Anges de la nuit : Dinah Redmond-Lance
- 2011 : Flashpoint, épisodes  Un homme traqué,  Braquages en direct,  Un jour dans une vie  et  Contre son camp : Natalie Braddock
- 2011 : Awakening : Leila
- 2011 - 2012 : The Listener : épisodes La Guerre des hackers, La Secte Artemis et  Esprits empoisonnés : Elyse
- 2012 : The L.A. Complex, épisodes  Fais ça bien ; Maintenant ou jamais ; Ne pas se dire adieu : Roxanne
- 2012 : Le Transporteur, épisode Protection rapprochée : Delia Weigert
- 2012 : Beauty and the Beast, épisodes L'Art et la Manière et Demoiselle d'honneur : Brooke Chandler
- 2013 : Republic of Doyle, épisode Hook, Line and Sinker : Veronica Frye
- 2013 - 2015 : Lost Girl, saisons 3, 4 et 5 : Tamsin
- 2015 - 2017 : Reign : Le Destin d'une reine, épisode  La Bataille pour le trône, puis saisons 3 et 4 : Élisabeth Ire d'Angleterre
- 2017 : Wynonna Earp, épisode La Prison de Black Rock : Agent Eliza Shapiro
- 2018 : Imposters : épisodes Mensonge ou vérité ? ; Andiamo ; La Recrue ; Ça suffit, vous pouvez filer ! : Poppy Langmore
- 2019 - 2022 : Batwoman : Beth Kane / Alice

#### Téléfilms
- 1999 : Justice : une actrice
- 2000 : Angels in the Infield (en) : Brigitte
- 2001 : Jewel (en) : Raylene
- 2005 : Cyclone Catégorie 7 : Tempête mondiale : Lyra Duffy
- 2010 : Vivre sa vie : Andi
- 2014 : L'amour de mes rêves : Jessa
- 2015 : The Red Dress : Patricia
- 2017 : Marions-les pour Noël (de) : Maddie Krug
- 2020 : Deuxième chance pour s'aimer : Megan
- 2022 : Une nounou au service de Sa Majesté : Claire

## Voix françaises
En France, Karine Foviau est la voix régulière de Rachel Skarsten.
| - Karine Foviau dans : - Les Anges de la nuit (série télévisée) - Flashpoint (série télévisée) - Beauty and the Beast (série télévisée) - Reign : Le Destin d'une reine (série télévisée) - Marions-les pour Noël (téléfilm) - Deuxième chance pour s'aimer (téléfilm) | Et aussi - Céline Ronté dans Missing : Disparus sans laisser de trace (série télévisée) - Edwige Lemoine dans Cyclone Catégorie 7 : Tempête mondiale (téléfilm) - Caroline Lallau dans The Listener (série télévisée) - Valérie Muzzi (Belgique) dans Lost Girl (série télévisée) - Audrey Sourdive dans Batwoman (série télévisée) |